# Lauren Underwood
Lauren Ashley Underwood (Mayfield Heights; 4 de octubre de 1986) es una política estadounidense y enfermera registrada que se desempeña como representante de los Estados Unidos por el 14.º distrito congresional de Illinois desde 2019.

## Biografía

### Primeros años
Nació el 4 de octubre de 1986 en Mayfield Heights, Ohio.  A los tres años, se mudó con su familia a Naperville, Illinois, donde creció y asistió a la escuela secundaria Neuqua Valley, donde se graduó en 2004. Comenzó como Girl Scout en el jardín de infantes y es miembro de por vida. De 2003 a 2004, trabajó en la Comisión Asesora de Vivienda Justa de la Ciudad de Naperville.  Obtuvo su licenciatura en Ciencias en Enfermería en la Universidad de Míchigan en 2008. En este estado, tomó un curso sobre política de enfermería que, según ella, "cambió su vida" y la influyó para ingresar a la política de atención médica. se unió a la hermandad de mujeres Alpha Kappa Alpha del Consejo Nacional Panhelénico. Recibió su maestría en Ciencias en Enfermería y Maestría en Salud Pública en la Universidad Johns Hopkins en 2009.

### Carrera
En 2014, se convirtió en asesora sénior del Departamento de Salud y Servicios Humanos de los Estados Unidos (HHS), donde trabajó para implementar la Ley de Protección al Paciente y Cuidado de Salud a Bajo Precio.
Se desempeñó como instructora adjunta en la Escuela de Enfermería y Estudios de Salud de la Universidad de Georgetown.

### Cámara de Representantes de Estados Unidos

#### Elecciones
- 2018: en agosto de 2017, anunció su candidatura a la Cámara de Representantes de los Estados Unidos por el 14.º distrito congresional de Illinois.[8] Su plataforma se centró en mejorar la Ley del Cuidado de Salud a Bajo Precio, ampliar las oportunidades laborales, mejorar la infraestructura y la licencia familiar pagada.[6] Ganó las primarias demócratas del 20 de marzo con el 57 % de los votos contra seis oponentes.[9] El expresidente Barack Obama y el vicepresidente Joe Biden la respaldaron. En las elecciones del 6 de noviembre,[10] derrotó a Hultgren con el 52,5 % de los votos.[11]

- 2020: fue reelegida por estrecho margen sobre el senador estatal Jim Oberweis, en la novena contienda más reñida del ciclo electoral de la Cámara de Representantes de 2020.[12] Associated Press la identificó como la ganadora el 12 de noviembre, nueve días después de las elecciones.[13]

- 2022: se postuló para la reelección en el distrito para las elecciones de 2022 y fue reelegida con el 54 % de los votos.[14]

#### Mandato
Según VoteView, tuvo el 16.º registro de votación más liberal en la Cámara de Representantes en el 116.º Congreso de los Estados Unidos.
Durante la presidencia de Donald Trump, votó de acuerdo con la posición declarada este el 6,5 % de las veces. Hasta noviembre de 2022, había votado de acuerdo con la posición declarada de Joe Biden el 100 % de las veces. En su primer mandato, redactó cuatro proyectos de ley que Trump convirtió en ley. El 22 de mayo de 2019, sugirió que las muertes de inmigrantes bajo la custodia de la Patrulla Fronteriza de los Estados Unidos fueran intencionales.
En el 118.º Congreso, fue elegida copresidenta del Comité de Política y Comunicaciones del Caucus Demócrata, junto con Veronica Escobar y Dean Phillips.